# Geranomyia annandalei
Geranomyia annandalei är en tvåvingeart som beskrevs av Edwards 1913. Geranomyia annandalei ingår i släktet Geranomyia och familjen småharkrankar. Inga underarter finns listade i Catalogue of Life.